# Świebodzin (gmina)
Świebodzin – gmina miejsko-wiejska w województwie lubuskim, w powiecie świebodzińskim. W latach 1975–1998 gmina położona była w województwie zielonogórskim.
Siedziba gminy to Świebodzin.
Według danych z 30 czerwca 2004 gminę zamieszkiwały 29 794 osoby.

## Ochrona przyrody
Na obszarze gminy znajduje się rezerwat przyrody Dębowy Ostrów chroniący fragment naturalnego lasu dębowego.

## Struktura powierzchni
Według danych z roku 2002 gmina Świebodzin ma obszar 227,36 km², w tym:
- użytki rolne: 60%
- użytki leśne: 28%

Gmina stanowi 24,25% powierzchni powiatu.

## Demografia

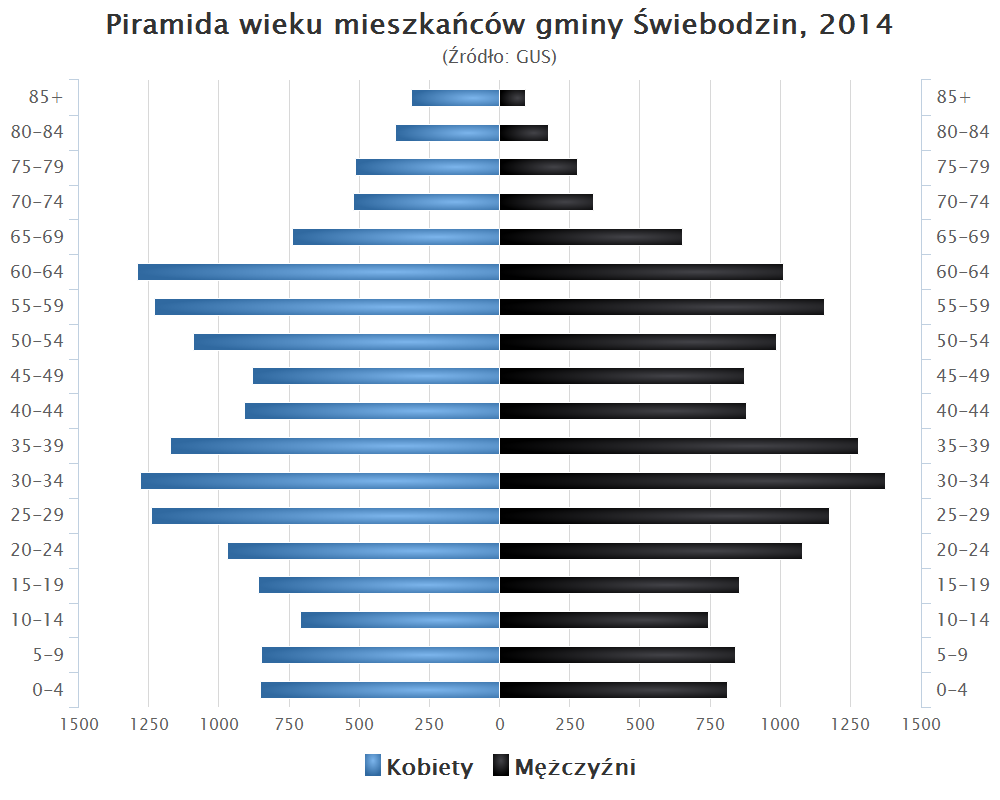
Piramida wieku mieszkańców gminy Świebodzin w 2014 roku

Dane z 30 czerwca 2004:
| Opis                              | Ogółem | Ogółem | Kobiety | Kobiety | Mężczyźni | Mężczyźni |
| --------------------------------- | ------ | ------ | ------- | ------- | --------- | --------- |
| jednostka                         | osób   | %      | osób    | %       | osób      | %         |
| populacja                         | 29 794 | 100    | 15 441  | 51,8    | 14 353    | 48,2      |
| gęstość zaludnienia (mieszk./km²) | 131    | 131    | 67,9    | 67,9    | 63,1      | 63,1      |

## Sołectwa
Borów, Chociule, Glińsk, Gościkowo, Grodziszcze, Jeziory, Jordanowo, Kępsko, Kupienino, Lubinicko, Lubogóra, Ługów, Nowy Dworek, Osogóra, Podlesie, Raków, Rosin, Rozłogi, Rudgerzowice, Rusinów, Rzeczyca, Wilkowo, Witosław.

## Pozostałe miejscowości
Krzemionka, Leniwka, Miłkowo, Niedźwiady, Paradyż, Podjezierze, Wityń, Wygon.

## Sąsiednie gminy
Lubrza, Międzyrzecz, Skąpe, Sulechów, Szczaniec, Trzciel